# Ryō Kushino
Ryō Kushino (jap. 櫛野亮 Kushino Ryō; ur. 3 marca 1979) – japoński piłkarz występujący na pozycji bramkarza.

## Kariera klubowa
Od 1997 do 2013 roku występował w klubach JEF United Chiba i Nagoya Grampus Eight.